# 池岡亮介
池岡 亮介（いけおか りょうすけ、1993年9月3日 - ）は、日本の俳優。
妹は女優の池岡星香。愛知県名古屋市出身。身長175cm。血液型はA型。ワタナベエンターテインメント所属。男性俳優集団D2およびD-BOYSのメンバーである。

## 略歴
高校時代は水球部に所属していたが、練習中に溺れたことから退部し、その後家族に芸能界デビューを勧められる。2009年、第6回D-BOYSオーディションにて準グランプリを獲得し、現事務所に所属する。
2010年4月、D2のメンバーになる。同年に『ラストゲーム』再演で舞台初出演。その後も舞台 『ミュージカル・テニスの王子様2ndシーズン』や、バラエティ番組出演などで活動する。
2013年10月、D2がD-BOYSに加入し、D-BOYSメンバーとなる。
2014年、漫画『1/11 じゅういちぶんのいち』の実写映画にて映画初主演を務める。

## 人物
- 特技はスポーツ全般[3]。

## 作品

### 映像作品
- D2 The First Message #4 池岡亮介×志尊淳 "Endless Summer"（2012年、ポニーキャニオン）

## 出演

### 舞台
- D-BOYS STAGE 2010 trial-2「ラストゲーム」（2010年8月 - 9月）
- ミュージカル『テニスの王子様』2ndシーズン（2011年1月 - 2012年10月）- 海堂薫 役
- Dステ 12th「TRUMP」（2013年1月 - 2月）- ピエトロ・ロンド/ガ・バンリ 役
- タンブリング vol.4（2013年8月 - 9月）- 金沢勉 役
- Dステ 14th「十二夜」（2013年10月）- オリヴィア 役[10]
- 堀内夜あけの会 恐怖 タコ公園のタコ女（2014年5月）- シゲル 役
- 涙を数える（2014年8月）
- つかこうへいTRIPLE IMPACT「ロマンス2015」（2015年2月）
- *pnish* vol.14 舞台版『魔王 JUVENILE REMIX』（2015年4月 - 5月）- 安藤潤也 役
- 時をかける少女（2015年7月 - 8月）
- Dステ 17th「夕陽伝」（2015年10月 - 11月）- 毘流古 役
- 残酷歌劇『ライチ☆光クラブ』（2015年12月、AiiA 2.5 Theater Tokyo）- 雷蔵 役
- Dステ 20th「柔道少年」（2017年2月）- イケオカ・リョウスケ 役
- 男水!（2017年5月）- 神宮一虎 役[11]
- 関数ドミノ（2018年10月 - 11月）- 田宮尚偉 役
- 竹生企画 火星の二人（2018年4月 - 6月）
- CHIMERICA チャイメリカ（2019年2月 - 3月）
- まじめが肝心（2020年1月）
- 音楽朗読劇「黑世界 ～リリーの永遠記憶探訪記、或いは、終わりなき繭期にまつわる寥々たる考察について～」（2020年9月 - 10月）- 雷山 役
- 熱海殺人事件 ラストレジェンド 〜旋律のダブルスタンバイ〜（2021年1月14日 - 31日、紀伊國屋ホール、改装前最終公演）- 犯人 大山金太郎 役（松村龍之介とのダブルキャスト）[12][13]
- 二兎社特別企画 ドラマリーディング3「振り返る人たち」（2021年3月27日）[14]
- A New Musical「ゆびさきと恋々」（2021年6月4日 - 13日） - 桜志 役
- ティーファクトリー「4」（2021年8月）[15]
- イッツフォーリーズ公演 ミュージカル「魍魎の匣」（2021年11月10日 - 15日） - 青木文蔵 役
- マーキュリー・ファー（2022年2月10日） - ダレン 役（代役）[16]
- 悪い芝居 vol.28「愛しのボカン」（2022年3月18日 - 21日）- 無本悶 役[17][18]
- 東野圭吾原作／「虚像の道化師～心聴る～」よりオリジナル音楽劇「ガリレオ★CV2」（2022年4月13日 - 17日）- 村木隆 役[19]
- 辻村深月シアター 舞台「かがみの孤城」「ぼくのメジャースプーン」（2022年5月 - 6月）[20]
- PLAY/GROUND Creation #3「The Pride」（2022年7月）- side-B・フィリップ 役[21]
- ライブ・スペクタクル『NARUTO-ナルト-』～忍界大戦、開戦～（2022年9月 - 10月）- 奈良シカマル 役[22][23]
- 【未来につなぐもの】II「夜明けの寄り鯨」（2022年12月1日 - 18日）[24]
- サンソン －ルイ16世の首を刎ねた男－（2023年4月 - 5月）
- ライブ・スペクタクル『NARUTO-ナルト-』～忍の生きる道～（2023年10月 - 11月）- 奈良シカマル 役
- 悪い芝居 第一幕ふぁイナル公演「スーパーふぃクション ふぉーエヴァー」（2023年12月）[25]
- CoRich舞台芸術！プロデュース【名作リメイク】『イノセント・ピープル〜原爆を作った男たちの65年〜』（2024年3月）[26]
- 舞台「刀剣乱舞」心伝 つけたり奇譚の走馬灯（2024年6月 - 7月） - 斎藤一 役[27]
- ピンク・リバティ新作公演「みわこまとめ」（2024年8月 - 9月）[28]
- 白衛軍 The White Guard（2024年12月公演予定）[29]
- 世界のすべては、ひとつの舞台 〜シェイクスピアの旅芸人（2025年1月 - 2月）[30]
- クレイジーレイン（2025年3月）[31]
- タカハ劇団「帰還の虹」（2025年8月）[32]
- ネルケ×悪童会議プロジェクト「絢爛とか爛漫とか」（2025年9月〈予定〉） - 古賀大介 役[33]
- シッダールタ（2025年11月 - 2026年1月〈予定〉）[34]

### テレビドラマ
- ライドライドライド（2014年9月24日、NHK BSプレミアム）- 永浜昴 役
- 赤と黒のゲキジョー 三面記事の女たち -愛の巣-（2015年2月20日、フジテレビ）
- メディカルチーム レディ・ダ・ヴィンチの診断（2016年10月 - 12月、関西テレビ） ‐ 藤本修二 役
- 男水!（2017年1月 - 3月、日本テレビ） - 神宮一虎 役 [11]
- 我が家の問題 第2話（2018年2月11日、NHK BSプレミアム） ‐ 鈴木宏 役
- グッド・ドクター （2018年7月12日 - 9月13日、フジテレビ） - 野々村勇 役
- 獣になれない私たち 第3話 - 第5話・第8話・第9話（2018年10月24日 - 11月7日・28日・12月5日、日本テレビ） - 野沢 役
- トレース～科捜研の男～ 第1話（2019年1月7日、フジテレビ）- 越智俊介 役
- パーフェクトワールド（2019年4月16日 - 6月25日、関西テレビ） - 沢田一馬 役
- グランメゾン東京 第6話 - 最終話（2019年11月24日 - 12月29日、TBSテレビ）- 岩城淳 役
- ケイジとケンジ〜所轄と地検の24時〜（2020年2月13日 - テレビ朝日） - 伊勢谷徹 役

### 配信ドラマ
- Hulu オリジナルストーリー あなたの番です 番外編 過去の扉（前編・後編） （2019年9月8日・15日、Hulu）- 松井英士 役

### 映画
- ポールダンシングボーイ☆ず（2011年） - イケオカ 役
- 俺たちの明日（2014年） - 斉藤健二 役
- 1/11 じゅういちぶんのいち（2014年） - 主演・安藤ソラ 役[8][9]
- コープスパーティー（2015年） - 持田哲志 役[35]
- コープスパーティー Book of Shadows（2016年） - 持田哲志 役

### バラエティ
- D2のメシとも!（2011年8月 - 9月、朝日放送）
- TV・局中法度!（2012年10月 - 2013年3月、テレビ神奈川・千葉テレビ放送・テレビ埼玉・サンテレビジョン） - 永倉新八 役ほか
- ん（2020年8月12日、NHK総合） - ん子の彼氏 役

## 書籍

### 写真集
- プリンスシリーズ D-BOYSコレクション 池岡亮介ファースト写真集（2014年、学研パブリッシング）